# 罗德尼·布鲁克斯
罗德尼·布鲁克斯（英語：Rodney Allen Brooks，1954年12月30日—）是一位澳大利亚机器人学家，澳大利亚科学院院士，MIT計算機科學與人工智慧實驗室主任，iRobot的创建者之一。